# Treindienstregelingen in België
De dienstregeling van de NMBS wordt jaarlijks gewijzigd in december (voor 2002 in mei/juni). 

## 1984
Op 3 juni 1984 werd overal in België de klokvaste dienstregeling ingevoerd, waarbij alle treinseries elk uur op hetzelfde moment gingen rijden (bv. 11:17, 12:17, 13:17). Het oude systeem van directe, semi-directe en omnibustreinen werd vervangen door IC-, IR- en L-treinen, aangevuld met piekuurtreinen (P). De dienstregeling was vanaf nu ook symmetrisch opgesteld, met een symmetrie-tijd van 20/50 (later gewijzigd naar 00/30).

## 1988
Bij ingang van de dienstregeling van 29 mei 1988 werden een aantal spoorlijnen en stations gesloten, terwijl de meeste tussenstations op spoorlijnen 52 en 58 opnieuw heropend werden.

## 1993
Op 26 september 1993 werden 32 stations gesloten. Dit was de laatste collectieve stationssluiting in België, nadien werden slechts op individuele basis stations gesloten of heropend.

## 1998
Op 22 mei 1998 werd de dienstregeling voor de eerste keer sinds 1984 fundamenteel gewijzigd, waarbij een aantal nieuwe verbindingen ontstonden en andere van categorie wijzigden. Het aanbod L-treinen voor pendelaars rond Brussel werd ook gevoelig uitgebreid, onder andere op spoorlijn 26.

## 2014
Op 14 december 2014 werd de dienstregeling nogmaals fundamenteel gewijzigd, onder andere om de diabolo-verbinding die op 10 juni 2012 in gebruik genomen was beter te benutten door meer rechtstreekse treinen naar de luchthaven in te leggen. Daarnaast werd de IR-treincategorie afgeschaft, waarbij de meeste IR-treinen omgevormd werden tot IC-trein en andere tot L-trein.

## 2015
Op 13 december 2015 werd opnieuw een derde treincategorie ingevoerd naast de IC- en L-treinen met de officiële start van het Gewestelijk ExpresNet. Hierbij kregen de L-treinen rond Brussel de categorie S-trein. Door de terreurdreiging na de aanslagen in Parijs in november 2015 werd de opening van de Schuman-Josafattunnel en de daarmee gepaard gaande reorganisatie van de treinen op spoorlijn 26 (o.a. de S5 en S9) uitgesteld tot 4 april 2016.

## 2017
Op 10 december 2017 ging het nieuwe vervoersplan 2017-2020 van start, waarbij een aantal treinverbindingen werd uitgebreid. De nadruk lag daarbij vooral op de S-treinen rond Brussel en de L-treinen rond Antwerpen, Luik, Gent en Charleroi. Die laatste werden op 3 september 2018 ook officieel omgedoopt tot S-netwerken.

## 2020
Op 13 december 2020 wordt de eerste dienstregeling van het vervoersplan 2020-2023 ingevoerd. Een heel aantal wijzigingen werd doorgevoerd.
Nieuw station
- Het station van Anderlecht kijkt uit op de Bergensesteenweg en ligt vlak bij de belangrijke Campus van Ceria (Coovi). Dit station is intermodaal door de nabije parking "Park & Ride" Ceria-Coovi, de MIVB-metrohalte Ceria (lijn 5 Erasme - Hermann-Debroux) die zich op wandelafstand bevindt en de bushaltes van MIVB en De Lijn.

In de week
- Een nieuwe IC-relatie stopt in de stations van Kortrijk, Oudenaarde, Zottegem, Burst, Denderleeuw, Brussel-Zuid, Brussel-Centraal, Brussel-Noord en Schaarbeek.
- Tussen Gent en Antwerpen, de IC-treinen De Panne - Gent - Antwerpen rijden ook tijdens schoolvakanties.
- De IC-treinen Kortrijk - Brussel - Luik - Welkenraedt stoppen elk uur in Ans.
- De IC-treinen Luik-Guillemins – Gouvy – Luxembourg rijden niet verder dan Luik-Guillemins in plaats van Liers. Ze rijden elk uur en stoppen bijkomend in het station van Esneux.
- De IC-treinen Bergen - Luik-Sint-Lambertus worden verlengd tot Herstal.
- Het traject van de S4-treinen Aalst - Vilvoorde wordt verlengd tot Mechelen, met halte in de stations van Eppegem, Hofstade en Muizen, terwijl de S7-treinen Halle - Mechelen niet verder rijden dan Vilvoorde.
- Een tweede S34-relatie rijdt tussen Sint-Niklaas en Antwerpen-Centraal. Deze relatie stopt in de stations van Sint-Niklaas, Beveren-Waas, Melsele, Zwijndrecht, Antwerpen-Zuid, Antwerpen-Berchem et Antwerpen-Centraal. Deze treinen stoppen enkel tijdens de spitsuren in het station van Nieuwkerken-Waas.
- De S41-treinen Luik - Verviers rijden verder tot Luik-Sint-Lambertus.
- De S61-treinen Ottignies - Charleroi - Namen - Jambes rijden ook tijdens de daluren tot Waver en stoppen in Limal en Bierges-Walibi.
- De L-treinen Doornik - Bergen - Quévy rijden elk uur tot Moeskroen en stoppen in de stations van Froyennes en Herseaux.
- 2 P-treinen Visé - Brussel-Zuid (‘s morgens) en 2 P-treinen Brussel-Zuid - Visé (namiddag) stoppen in Leuven.
- Bijkomende P-treinen zijn voorzien tijdens de namiddag (4 P-treinen) en op woensdagmiddag (1 P-trein) tussen Jemeppe-Sur-Sambre en Gembloux.
- Een nieuwe aansluiting is voorzien in het station van Pepinster tussen de volgende treinen: IC Kortrijk – Brussel – Luik – Welkenraedt en L Spa-Géronstère - Verviers-Centraal – Aachen HBF (DE).
- Versterkt aanbod ‘s morgens vroeg vanuit Antwerpen naar Turnhout.
- Versterkt aanbod ‘s morgens vroeg en ‘s avonds laat vanuit Charleroi naar Couvin (S64), La Louvière-Zuid (S62) en Erquelinnes (S63); vanuit Bergen naar Quévy en Aat; vanuit Namen naar Hoei, Ciney en Ottignies en vanuit Luik naar Borgworm (S44), Namen en Verviers (S41).
- Versterkt aanbod ‘s avonds laat vanuit Mechelen naar Brussel en vanuit Brussel naar Mechelen (S4).

In het weekend
- Nieuwe relatie S3 tussen Zottegem en Schaarbeek met halte in Hillegem, Herzele, Terhagen, Burst, Haaltert, Ede, Welle, Denderleeuw, Anderlecht, Brussel-Zuid, Brussel-Centraal, Brussel-Noord en Schaarbeek.
- De IC-treinen Leuven - Mechelen stoppen voortaan in het station van Hever.
- De S52-treinen Gent-Sint-Pieters - Geraardsbergen stoppen in Landskouter en Balegem-Zuid.
- De S44-treinen Landen – Luik-Guillemins stoppen in de stations van Bleret en Voroux.
- De L-treinen Gent-Sint-Pieters - Brugge - Zeebrugge-Strand rijden elk uur tussen Brugge en Zeebrugge-Strand.
- De L-treinen Geraardsbergen – Bergen rijden elk uur tot Quévy.
- De L-treinen Geraardsbergen – Bergen stoppen in het station van Mevergnies-Attre.
- Versterkt aanbod op zaterdagavond vanuit Gent naar Eeklo (S51) en Oudenaarde (S51); tussen Gent en Geraardsbergen (S52) en tussen Gent en Lokeren (S53).